# PLASTIC LOVE
PLASTIC LOVE（プラスチック・ラヴ）は、日本出身のネオ・ユーロユニットである。

## 略歴
- 2008年ソニーレコードよりデビュー。
- 2009年9月末に解散。

## メンバー
- MIWA（ボーカル）PLAS星出身
- DJ和（DJ）

## ディスコグラフィー

### シングル
1. True True Love / Give me all your love（2008年8月27日）
  1. True True Love
  2. Give me all your love
  3. Upside Down（Coo Cooのカヴァー）

### ミニアルバム
1. CRAZY（2008年5月28日）
  1. CRAZY
  2. NEVER AGAIN
  3. TURN AROUND AND COUNT 2 TEN
  4. CRAZY (EXTENDED MIX)
  5. NEVER AGAIN (EXTENDED MIX)
  6. TURN AROUND AND COUNT 2 TEN (EXTENDED MIX)

### その他
1. J-ポッパー伝説[DJ和 in No.1 J-POP MIX]（2008年3月26日）
DJ和のソロアルバム

## タイアップ
- 「CRAZY」…日本テレビ系「フライデーTVラボ」6月エンディングテーマ
- 「True True Love」…テレビ朝日「ぷりてぃうーまん」エンディングテーマ
- 「Give me all your love」…テレビ東京「GO!GO!アッキーナ」エンディングテーマ